# コリジョンコース現象
コリジョンコース現象（コリジョンコースげんしょう）とは、そのまま進み続ければ衝突するであろう一点に向かって等速直線運動をしている2つの車両や航空機同士が、視界が良好な場合であってもお互いを早期に視認することが著しく困難であるという現象をいう。見通しの良い平原の真ん中の交差点等で発生し、実際に衝突してしまった場合には運転者・操縦者の著しい過失によるものと思われることもあるが、人間の視覚能力の特性に起因した現象であることに留意する必要がある。コリジョンコースとは、そのまま進めば衝突（コリジョン）する進路（コース）、つまり「衝突一直線」という意味である。
この現象による交通事故は別名、十勝型事故、田園型事故とも呼ばれる。「十勝型」とは、平坦広大な田園地帯が展開する北海道十勝平野でこの種の自動車衝突が多発したことで生じた呼称であるが、無論十勝平野に限らず、同様な地理条件を持つ地域では自動車の普及に伴って年々多発する形式の事故となっている。
比較的相対速度の低いヘリコプターなどが有視界飛行を行う際にも、この現象が起こることがあり、しばしば空中衝突事故の原因となる。また、比較的相対速度の高いジェット機などの場合には、完全にコリジョンコースに乗って接近する相手を視認することはほぼ不可能であるため、空中衝突防止装置（TCAS）等の使用や、航空管制の支援等を受けることが極めて重要である。
興味深いことに、そのまま等速度でまっすぐ進み続けても、相当に接近しこそすれ実際には衝突しないであろうコースの場合、つまりニアミスで済む場合には、比較的早期に視認できるものである。しかし、この場合は相互の接近に恐怖を覚えて回避操作を取った場合にかえって衝突してしまうことがあるので注意を要する。

## 事故の概要
人間の目は、動いているものに比べて停止しているものを見つけにくいという特性があるとされる。コリジョンコースでは見通しの良い空間つまり相対的に動きの少ないはるか遠方の風景をバックに、互いの車が相対位置を変えずに動くため、相手が背景と一体化してしまい、
相手の車は実際には走っているのに「停車しているもの」と誤認したまま接近してしまう。このため相手が見えているにもかかわらず最後まで相手に気づかないまま交差点に進入し衝突してしまう。
また、見通しの良い十字路の手前で、直交方向から接近してくる自動車を認識した場合、意識の有無を問わず加減速により回避行動を取る場合が多い。この際、たまたま十字路に接近してくる両者の行動が一致すると、双方が止まった状態に見えてしまい、さらには不安を感じて追加的に行う回避行動まで一致してしまうことから衝突に至る。
交差点に信号機や一時停止標識が無い農道や林道、市町村道などでは、しばしば発生例が見受けられる。

### 自動車事故の事故例
あまりにも多いので、ごく一部について記す。
- 2007年
  - 5月22日 - 愛知県岡崎市の市道の交差点で、軽自動車とオートバイが出会い頭に衝突。1名が死亡。周囲は水田で見通しの良い交差点であった。
  - 5月28日 - 岐阜県揖斐川町の町道交差点で、幼稚園のマイクロバスと軽自動車が出会い頭に衝突。12人が重軽傷。周囲は水田で見通しの良い交差点であった。双方の運転手は衝突して初めて相手の車の存在に気がついた。

### 航空機の事故例
- 1963年2月1日 - トルコアンカラでレバノンの旅客機とトルコ空軍機が空中衝突。

- 1984年7月31日 - 兵庫県明石市上空および1994年10月18日 大阪府泉佐野市上空で新聞社のヘリコプター同士が空中衝突[5]
- 1997年8月21日 - 茨城県龍ケ崎市上空で民間小型機と陸上自衛隊ヘリコプターが空中衝突。
- 2001年5月19日 - 三重県桑名市上空で中日本航空の小型機と同社ヘリコプターが空中衝突。

- 2007年7月27日 - アメリカ合衆国フェニックスで、カーチェイスを生中継で撮影中のテレビクルーを乗せたヘリコプター同士が空中衝突（英語版）。
- 2015年3月9日 - アルゼンチン北西部ラリオハ州でリアリティー番組の撮影中にヘリコプター2機が空中衝突、フランスの有名スポーツ選手3人を含む10人が死亡した。

## 事故防止対策
千葉県や栃木県の一部交差点では「視野対策ポール」を等間隔で設置することで車の動きが認識しやすくする対策などがとられており、ポール設置後1年間で事故件数がゼロになるなどの効果も実証している。茨城県稲敷市には、止まれの路面標示に加え、交差点に向かって道路幅が狭まるように錯覚させるゼブラ模様の横線のペイント、反射材が組み込まれた道路鋲、道路幅を狭めるように配置されたポールによって車両の一時停止を促している交差点がある。

## その他
- オートバイ漫画の『キリン』では、コリジョンコース現象により衝突に至るまでのライダーの心理状態および衝突の様子を描いた話が存在する。
- 『名探偵コナン』では、アニメ版オリジナル話の第556話「恐怖の交差点」にて、このコリジョンコース現象と見せかけて起こした殺人事件が描かれた。